# Трансплантација пениса
Трансплантација пениса једна је од хируршких метода којом се пенис са хуманог донора трансплантира болеснику коме је претходно из бројних разлога ампутиран пенис. Такав пенис може бити алотрансплантат ако је преузет са хуманог донора, а може бити (за сада само у експерименталним условима на животињама) артефицијелни.
Овај трансплантациони поступак, релативно нов у медицини, често је контроверзан из два разлога. По једнима зато што није неопходан да би осигурао живот пацијента и његову еректилну функцију, а по другима јер он ипак може значајно да унапредити ментални статус и квалитет живота особе са ампутираним пенисом.
И поред тога што се у свету 2016. година планира реализација преко 60 трансплантација пениса, углавном код ратних ветерана, ипак, ова операција је за сада експерименталног карактера. До сада су обављене две,  једна неуспела у Кини 2006. године и једна успешна у Јужној Африци 2014. године.

## Историја
Прва трансплантација пениса изведен је у септембру 2006. у Кини у војној болници у Гуангџоу, код 44 година старог мушкарца, који је након трауме изгубио већи део свог пениса. Трансплант је био пенис 22-годишњег мушкарца који је био мождано мртав. После 10 дана, тестови су показали да је транплантирани орган имао богату васкуларизацију и да је болесник био у стању да нормално мокри. Иако је поступак коректно спроведен,а испитивања нису показала да организам одбија пресашени орган као страно тело, он је за последицу имао психичку трауму код болесникат и његова супруга па је после 15 дана на њихов захтев изведен хируршки поступак уклањања транспланта.
Болница у којој је изведена прва трансплантација, након овог догађаја издала је низ смерница, након бројних минирецензији и етичких питања у вези са трансплантацијом пениса која су објављена у Азијском андролошком журналу. У њима је између осталог наведено; препоручујемо да се овај поступак ограничи само на појединце са тешким повредама (спољашњих гениталија) који нису вољни да се подвргну традиционалној реконструкцијској хирургији пениса.
Ендру Џорџ, стручњак за трансплантацију из Лондону, поводом етичких дилема око трансплантације пениса изнео је свој став: 
| „ | Трансплантација пениса би требало да буде сложенија интервенција него било која друга, јер за њен успех треба доста времена како би се подстакао нервни осећај, и да се са сигурношћу не може рећи да ли ће пацијент икада моћи да има секс са новим удом. Тај услов намеће питање оправданости трансплантације која се у овом случају може посматрати само као козметичка корекција. | ” |

Након вишегодишње припреме тим уролога из Јужне Африке, у децембру месецу 2014. године, у болници Тигерберг у Кејптауну, извели су прву успешну трансплантацију пениса на свету пошто су без комплкација успели да пришију донирани орган младом мушкарцу, коме је пенис ампутиран три године пре трансплантације, када је након традиционалног племенског обрезивања, умало изгубио живот због инфекције. Према наводима доктора Грева, из оперативног тима, највећи проблем није био пронаћи одговарајућег даваоца органа (са истом бојом коже и крвне групом), већ како убедити породице давалаца да им изађу у сусрет, 
| „ | Јер кад затражите бубрег или срце, то је већ постало уобичајени захтев. Али пенис, то је већ нешто ново. | ” |

На крају када је пронађена породица која је пристала да уступи полно орган покојника, она је поставила један услов: 
| „ | ...да преминули не буде сахрањен без пениса. | ” |

Доктори су пристали на тај услов и реконструисали су нови пенис на телу покојника, након уклањања транпланта, направивши полни орган од трбушне марамице.
Треба напоменути да ће болесник добијати имуносупресиве лекове све док доктори не одлуче да је терапија завршена. Куриозитет је и то што болесников нови пенис има кожицу, због чијег обрезивања и настале инфекције изгубио пенис. Али овог пута, уколико се болесник одлучи за обрезивање, медицинско особље ће надгледати целу процедуру и оправак након обрезивања.
Војнику који је рањен у експлозији у Авганистану урађена је први пут на свету комплетна трансплантација пениса и мошница, без тестиса и дела абдоминалног зида у болници „Џонс Хопкинс“ у америчком граду Балтимору. У операција која је трајала 14 сати, учествовало је девет пластичних хирурга и два хирурга уролога, а донор је била преминула особа.  Очекује се да ће пацијент повратити уринарне и сексуалне функције (у смислу спонтане ерекције и оргазма), али не и репродуктивну функцију, јер трансплантација није укључивала тестисе донора, који су уклоњенеи из етичких разлога, јер би се тиме омогућило примаоцу да има децу која би генетски припадала донаору органа, што се не сматра прихватљивим у медицинским смерницама. Значај овог захтвата у САД је велики, јер према подацима из Одсека за одбрану показују да је више од 1.300 мушкараца преживело генитоуринарне повреде у Ираку и Авганистану, а да је 31 посто ових повреда укључило и ампутацију пениса.

## Епидемиологија
Колики значај би у будућности имала масовна примена трансплантације пениса најбоље говоре бројни епидемиолошки подаци,
Недостатак пениса постао је познати симбол бројних ратова широм света али и све учесталија последица бројнијих саобраћајних несраћа, повреда на раду, сексуалних изопачености и верских ритуала; 
- Од 2001. до 2013. године, 1.367 припадника војске САД за време војне службе претрпело је повреде гениталија у Ираку или Авганистану. Скоро сви повређени у ратним дејствима били су у просеку стари 35 година. Највећи број повреда пениса нанет је бомбама ручне израде (импровизованим експлозивним направама. Један део повређених изгубио је цео пенис а други део један део пениса или скротума и тестиса.
- Према наводима тима уролога из Јужне Африке, трансплантација пениса је изузетно важна, јер се у овој земљи бележи око 100 ампутација пениса сваке године, због лоших санитарних услова током обрезивања у одређеним племенским заједницама.[5]

Оно што је посебно значајно након ампутација пениса је појава психичке трауме због губитак гениталија која је „скривене рана“ - која је за многе болеснике, далеко гора од губитка руке или ноге - због прикривеног стида, стигме и срамоте, али и губитка репродуктивних способности.

## Проблеми у трансплантацији пениса
У 21. веку микрохирургија је достигла такав ниво да пришивање пениса даваоца (уретре, каваернозних тела, артериј, вена и нерава) је прилично слична враћању сопственог ампутираног пениса. Прави проблем настаје након операције када болесник мора да пије око 37 лекова (имуносупресора) са бројним контраиндикацијама, како, би се тело које је јако паметно, „обмануло да није нешто туђе пришивено“.
Људско тело, заправо има савршен имунски систем који се на бројне начине бори са нечим „вештачким“, и свим силама ностоји да то вештачко уклони и уништи. Да би се борили против тога, лекари користе лекове који треба да „преваре тело” да је његов нови пенис исти онај са којим је болесник рођен.
Поред свих лекова, потребно је и мало среће, јер крвни судови пениса никада, једним делом због трауме а другим делом због смрти донора нису увек у добром стању, јер су известан времеснки период провели у хипоксији.
Са смањеним имунитетом због употребе бројних имуносупресора и лошим крвним судовима пениса, из наведених разлога, увек постоји ризик да болесник добије неку упалу или сужење и врло лако након тога изгуби пресађен пенис, па и себи угрози живот.